# Carlos Eduardo Meléndez
Carlos Eduardo Meléndez Rosales (La Ceiba, Atlántida, Honduras, 8 de diciembre de 1997) es un futbolista hondureño. Juega como defensa y su actual club es el F. C. Motagua de la Liga Nacional de Honduras.
Sus hermanos, Luis y Denis, también son futbolistas profesionales.

## Estadísticas

### Clubes
| Equipo                 | Div.                | Temporada           | Liga     | Liga  | Copa Nacional | Copa Nacional | Copa Internacional | Copa Internacional | Total    | Total |    |
| Equipo                 | Div.                | Temporada           | Partidos | Goles | Partidos      | Goles         | Partidos           | Goles              | Partidos | Goles |    |
| C. D. S. Vida Honduras | 1.ª                 | 2018-19             | 34       | 0     | —             | —             | —                  | —                  | 34       | 0     |    |
| C. D. S. Vida Honduras | 1.ª                 | 2019-20             | 32       | 7     | —             | —             | —                  | —                  | 32       | 7     |    |
| C. D. S. Vida Honduras | 1.ª                 | 2020-21             | 24       | 7     | —             | —             | —                  | —                  | 24       | 7     |    |
| C. D. S. Vida Honduras | Total               | Total               |          | 90    | 14            | 0             | 0                  | 0                  | 0        | 90    | 14 |
| F. C. Motagua Honduras | 1.ª                 | 2021-22             | 17       | 3     | —             | —             | 4                  | 0                  | 21       | 3     |    |
| F. C. Motagua Honduras | 1.ª                 | 2022-23             | 29       | 1     | —             | —             | 4                  | 0                  | 33       | 1     |    |
| F. C. Motagua Honduras | 1.ª                 | 2023-24             | 35       | 1     | —             | —             | 7                  | 0                  | 42       | 1     |    |
| F. C. Motagua Honduras | 1.ª                 | 2024-25             | 10       | 1     | —             | —             | 3                  | 0                  | 13       | 1     |    |
|                        |                     |                     |          |       |               |               |                    |                    |          |       |    |
| Total                  |                     |                     | 91       | 6     | 0             | 0             | 18                 | 0                  | 109      | 6     |    |
| Total en su carrera    | Total en su carrera | Total en su carrera | 178      | 20    | 0             | 0             | 18                 | 0                  | 196      | 20    |    |

## Palmarés

### Campeonatos nacionales
| Título          | Club          | País     | Año  |
| --------------- | ------------- | -------- | ---- |
| Torneo Clausura | F. C. Motagua | Honduras | 2022 |